# Louis Potier de Gesvres
Pour les articles homonymes, voir Potier.
Louis Potier, seigneur puis baron de Gesvres (mort le 25 mars 1630), est un homme d'État français des XVIe et XVIIe siècles.
Il était baron de Gesvres (1597), comte de Tresmes (1610 ; Tresmes), baron de Montjay et du Fresnoy, vidame de Châlons, seigneur de Bourg-la-Reine, du Plessis-Picquet (1609), et de Sceaux où il fit construire vers 1597 une grande maison à l'emplacement de l'ancien hôtel des Baillet, et en partie de Bagneux pour l'ancienne ferme et les terres de l'abbaye Sainte-Geneviève de Paris qu'il acquit de Philippe de Longueval et de son épouse Isabelle de Thou fille de René Baillet et Jean de Thou

## Biographie
Second fils de Jacques Potier, seigneur de Blanc-Mesnil, conseiller au parlement de Paris, et de Françoise Cueillette, dame de Gesvres (Maine), Louis Potier commença à travailler sous MM. Villeines et Villeroy, secrétaires d'État.
Potier obtint une charge de secrétaire du Roi le 2 avril 1567. « Il s'acquita avec tant de prudence et d'exactitude de ce premier emploi, qu'on l'honora de celui de secrétaire du Conseil » le 26 janvier 1578. Cette charge passa après lui au plus jeune de ses fils.

### Au service d'Henri III
Après la journée des barricades en 1588, le roi Henri III qui remarqua son zèle le prit auprès de lui : "il ne craignit point que Gesvres fut infecté de la contagion ; et ayant été obligé de quitter Paris, le souverain chargea Potier de contenir les habitants de Meaux et de Senlis, villes où Gesvres s'était formé de grandes correspondances et où il devait y arrêter les desseins de quelques factieux".
En 1588-1589, dans sa lutte contre les princes lorrains de Guise, Henri III s'appuya sur Gesvres  qui suivit le Roi aux États de Blois. Le récit détaillé en est fait par l'historien militaire du 18e siècle Jean Du Castre d'Auvigny.
Lors de « l'accommodement » de Henri III de France avec Henri III de Navarre, ce dernier voulut que Gesvres signât le traité avec M. de Roquelaure, son représentant : « Il ne me restera aucun doute, dit le Béarnais, de l'exécution de ce que M. de Gesvres signera ; il est homme à le faire garder ponctuellement. »

### Au service d'Henri IV
Henri IV étant parvenu à la couronne, il conserva à Potier sa confiance et eut recours à lui à plusieurs occasions. Il réunit en sa faveur plusieurs fiefs et seigneuries, sous le titre de comté de Tresmes (en), par lettres du mois de janvier 1608. Déjà Louis Potier « avait été assez enrichi » pour acheter, en 1595, Blérancourt, et en 1598, Jaulzy, deux anciens fiefs des Mazancourt.

« La mort de ce Grand Roi, arrivée dans le tems que Gesvres recevoit les plus grandes marques de ses bontés, causa tant de douleur à ce Ministre, que laissant sa Charge à M. de Sceaux son fils, il s'éloigna des affaires, et ne parut plus dans les Conseils, qu'autant que sa présence y étoit absolument nécessaire. »

— Jean Du Castre d'Auvigny, Les vies des hommes illustres de la France

### Au service de Louis XIII
En 1622, au siège de Montpellier, Louis Potier de Gesvres reprit du service, du fait de la mort prématurée d'Antoine Potier, son troisième fils pour qui il avait obtenu  la survivance de sa charge.
Il joua également un rôle important lorsque Mansfeld, « un des plus grands et des plus malheureux capitaines de son tems profita de l'éloignement du monarque, pour entrer en Champagne à la tête d'une armée de trente mille hommes. Cette irruption consterna la capitale. On assembla le Conseil où chacun des membres ne donna que des marques de frayeur. Gesvres seul témoigna de la résolution et s'empressa d'exécuter tout ce qui pouvait empêcher les progrès de Mansfeld. Ce furent là les dernieres marques qu'il donna de son zêle. »
Il s'était démis de sa charge, une nouvelle fois, en faveur de Nicolas Potier, seigneur d'Ocquerre, son neveu, qui mourut en 1628.
Lui-même mourut le 25 mars 1630. Il fut enterré au prieuré de Raroi, (Crouy-sur-Ourcq), dans le voisinage de Tresmes.

### Mariage et descendance
En juin 1577, il épouse Charlotte Baillet, fille de René Baillet, seigneur de Tresmes, Sceaux, Silly, président à mortier au Parlement de Paris, et d'Isabeau Guillard. Elle fait entrer dans la famille Potier les seigneuries de Sceaux et Tresmes . Elle était la petite-fille d'André Guillard. Sa soeur, Isabeau Baillet, épousa le frère de Louis Potier, Nicolas III Potier, seigneur de Blanc-Mesnil, aussi président à mortier au Parlement de Paris, chancelier de la reine Catherine de Médicis. Trois fils sont issus de ce mariage :
- - René Potier, comte, puis 1er duc de Tresmes, pair de France, capitaine des gardes du corps du Roi, lieutenant général au gouvernement de Champagne, gouverneur de Chalons. il fit reconstruire vers 1660 le château de Tresmes, par l'architecte François Mansart. Il meurt à Paris le 1er février 1670 à l'âge de 91 ans, marié en 1607 avec Marguerite de Luxembourg Piney, morte à Paris le 8 août 1645, fille de François de Luxembourg, 1er duc de Piney, et de Diane de Lorraine Aumale. Dont postérité ;
  - Bernard Potier, seigneur de Blérancourt, Jaulzy, Cartegny, maréchal des camps et armées du Roi, lieutenant général de la cavalerie légère de France. il fit construire de 1612 à 1619 par l'architecte Salomon de Brosse, le château de Blérancourt. En 1630, il acheta, place royale, à Paris, l'hôtel de Tresmes, qu'il fit agrandir en 1644 par l'architecte François Mansart. Mort en 1662. Marié en 1600 avec Charlotte de Vieux-Pont, morte en 1645, fille de Gabriel de Vieux-Pont et de Françoise de Boves. Sans enfant.
  - Antoine Potier, seigneur de Sceaux, secrétaire d'Etat, ambassadeur en Espagne, il meurt le 13 septembre 1621. Marié avec Anne d'Aumont, fille de Jacques d'Aumont, baron de Chappes, et de Charlotte Catherine de Villequier. Sans enfant. Elle se remaria avec Charles de Lannoy, gouverneur de Montreuil sur mer[11].